# Sergiusz Najar
Sergiusz Najar (ur. 28 lutego 1959 w Moskwie) – polski menedżer i polityk, wiceminister infrastruktury (2002–2003) i spraw zagranicznych (2003–2005).

## Życiorys
W 1983 ukończył studia na Wydziale Zarządzania Uniwersytetu Warszawskiego. Odbył następnie studia podyplomowe na Wydziale Ekonomicznym UW (1994), a także w Centrum Europejskim UW i Maastricht University (2000).
Od 1982 pracował etatowo w strukturach uczelnianych i naczelnych Socjalistycznego Związek Studentów Polskich i Zrzeszenia Studentów Polskich. Był m.in. przewodniczącym rady uczelnianej SZSP na Uniwersytecie Warszawskim i kierownikiem wydziału zagranicznego w centrali ZSP. Pełnił funkcję przedstawiciela tej ostatniej organizacji w sekretariacie Międzynarodowego Związku Studentów w Pradze. Od 1977 do 1990 należał do Polskiej Zjednoczonej Partii Robotniczej.
Na początku lat 90. pracował m.in. jako dyrektor biura w Polskim Komitecie Olimpijskim i doradca ministra edukacji narodowej. Wkrótce przeszedł do pracy w biznesie, był wicedyrektorem gabinetu prezesa Banku Handlowego w Warszawie. W latach 1996–1997 wchodził w skład zarządu Nafty Polskiej. Następnie przez trzy lata był dyrektorem zarządzającym ds. prywatyzacji w Banku Handlowym. W 2000 objął stanowisko dyrektora generalnego ds. bankowości przedsiębiorstw w Citibanku w Pradze. W latach 1996–2001 był współorganizatorem i pierwszym prezesem zarządu Fundacji Bankowej im. Leopolda Kronenberga.
W sierpniu 2002 został podsekretarzem stanu w Ministerstwie Infrastruktury. 27 października 2003 przeszedł na tożsame stanowisko w Ministerstwie Spraw Zagranicznych. W styczniu 2005 złożył rezygnację.
Również w 2005 został prezesem zarządu Banku Ochrony Środowiska, odwołano go z tej funkcji jeszcze w tym samym roku. Od 2006 obejmował kierownicze stanowiska w polskich oddziałach zagranicznych przedsiębiorstw. W 2007 został dyrektorem oddziału bankowości transgranicznej w BRE Banku. Powoływany też w skład rad nadzorczych banków i innych spółek prawa handlowego (m.in. AIG Bank Polska).
W 2009 bez powodzenia jako bezpartyjny kandydat z listy SLD-UP ubiegał się o mandat posła do Parlamentu Europejskiego w okręgu dolnośląsko-opolskim, uzyskując 4477 głosów. Działacz Stowarzyszenia „Ordynacka”, pełnił funkcję wiceprzewodniczącego tej organizacji.

## Odznaczenia i wyróżnienia
Odznaczony Złotym Krzyżem Zasługi (1999). Wyróżniony Złotym Krzyżem „Za Zasługi dla ZHP”, Złotym Medalem „Za zasługi dla obronności kraju” (2005) oraz odznaczeniami resortowymi i nagrodami przyznawanymi przez organizacje społecznego i gospodarcze.